# هيرمان كاريو
هيرمان كاريو (بالإنجليزية: H. G. Carrillo)‏ (1960 في كوبا)؛ روائي كوبي. درس في جامعة كورنيل.